# 東方五號
东方五号（俄语：Восток-5）与东方六号一起参加了苏联的东方计划。在此次任务中，东方五号与先行发射的东方三号和东方四号在轨道上上进行了的无线电联络。
宇航员瓦列里·贝科夫斯基原本想在太空中逗留8天，但是由于太阳耀斑活动加剧，最终使得任务不得不进行更改。他最后在太空中待了5天。他在飞行中的录音（solo）一直被保存到今天。
由于飞船的废物回收系统失灵使得东方五号的生活环境十分糟糕。像东方一号和东方二号一样，在宇航员返回时，轨道舱和返回舱没有能分离。
回收后的返回舱现在在卡卢加的齐奥尔科夫斯基博物馆里展览。

## 任务船员
- 瓦列里·贝科夫斯基

## 预备船员
- 鲍里斯·沃雷诺夫

## 备份船员
- 阿列克谢·列昂诺夫

## 任务信息
- 质量 4,720（10,410磅）
- 远地点: 235 km（146 mi）
- 近地点: 181 km（112 mi）
- 地球轨道倾角: 64.9°
- 地球轨道周期: 88.4 分钟